# Astragalus globosus
Astragalus globosus es una especie de planta del género Astragalus, de la familia de las leguminosas, orden Fabales.

## Distribución
Astragalus globosus se distribuye por Turquía.

## Taxonomía
Fue descrita científicamente por Vahl. Fue publicada en Symb. Bot. 1: 60 (1790).